# Apparecchio acustico

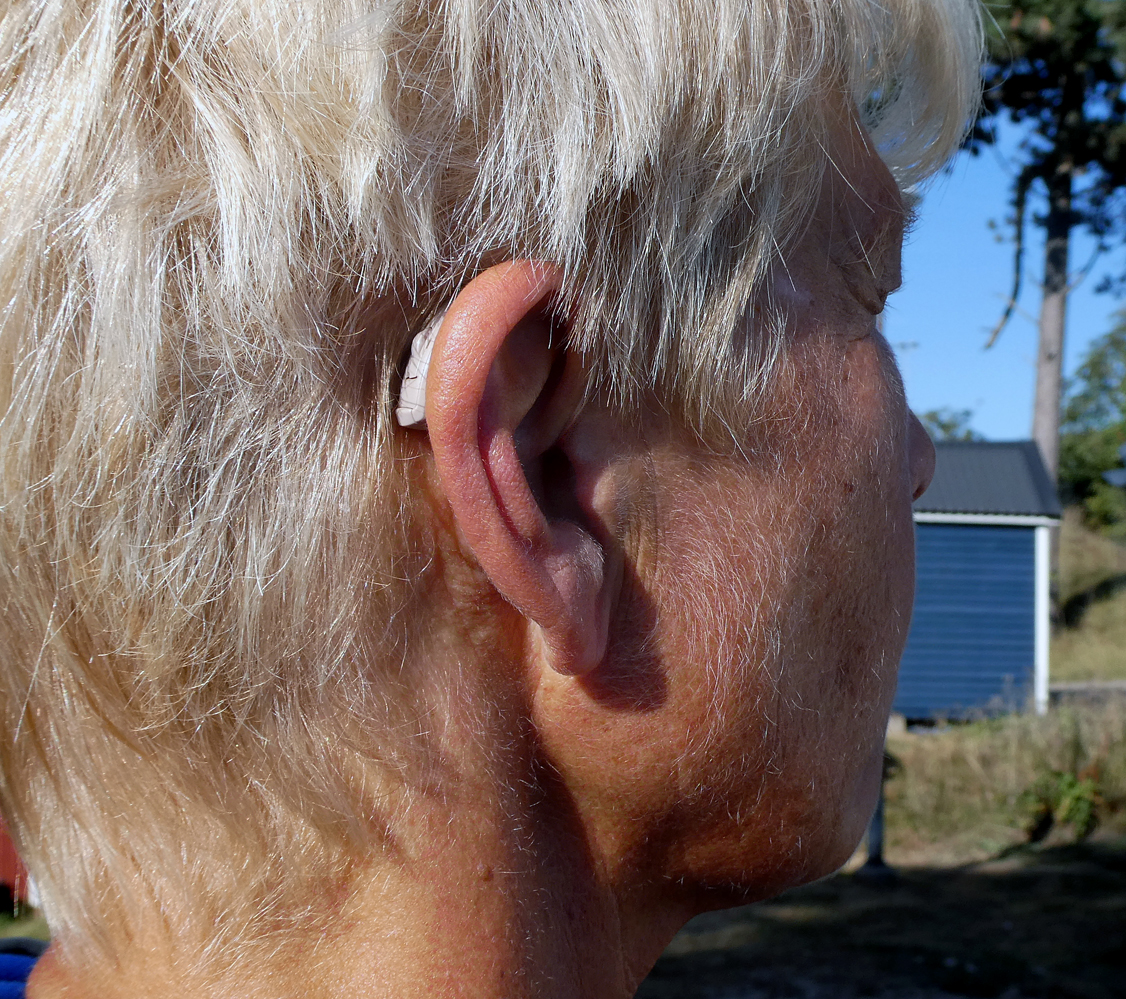
Un moderno apparecchio acustico retroauricolare, il tubo audio dell'altoparlante è appena visibile.

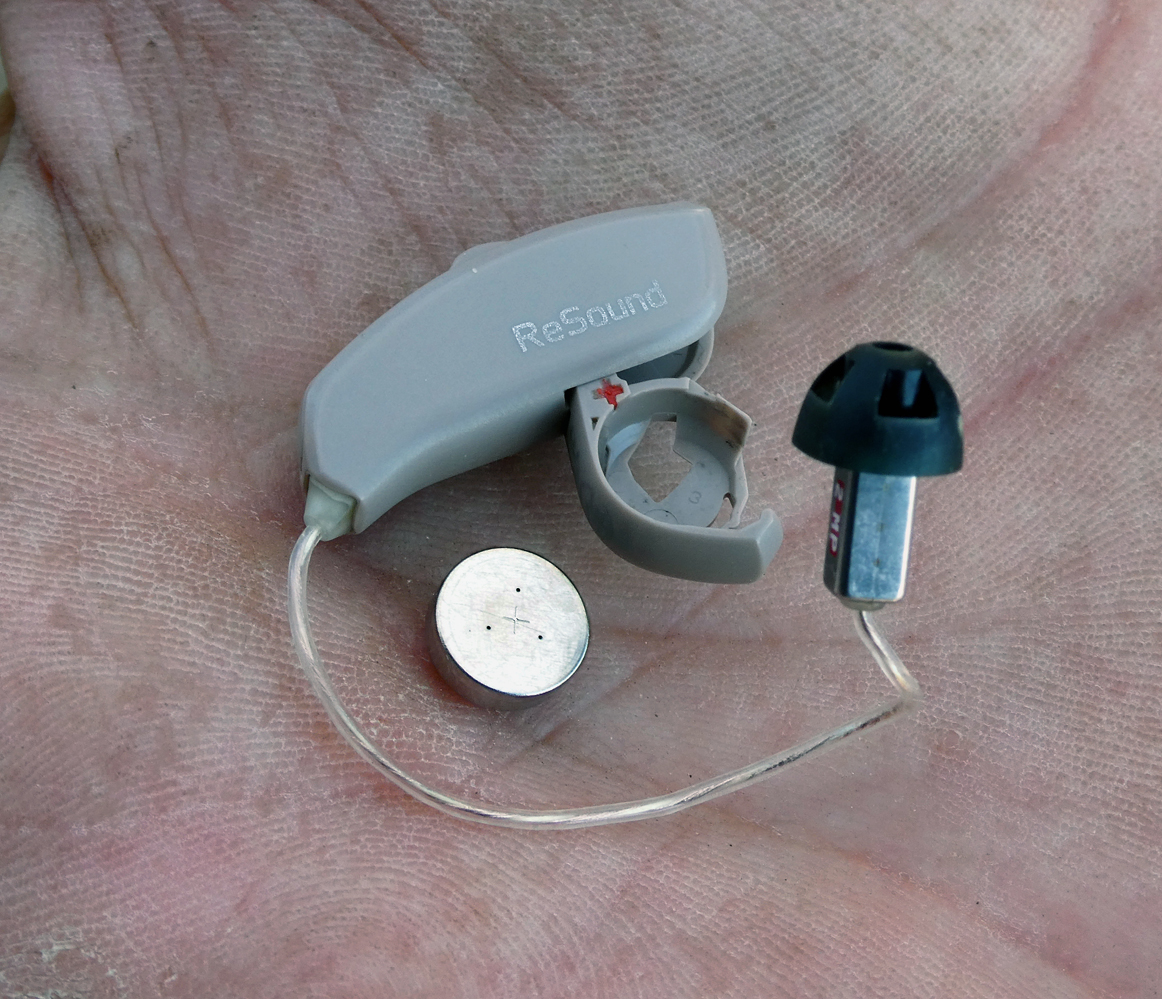
Un moderno apparecchio acustico retroauricolare con batteria minicell.

Un apparecchio acustico è un dispositivo sanitario elettronico studiato per correggere le disfunzioni del sistema uditivo. I moderni apparecchi acustici sono costituiti da dispositivi elettronici di tipo analogico o digitale.

I prezzi degli apparecchi acustici possono variare tra circa 650 € e i 3000 € cadauno.

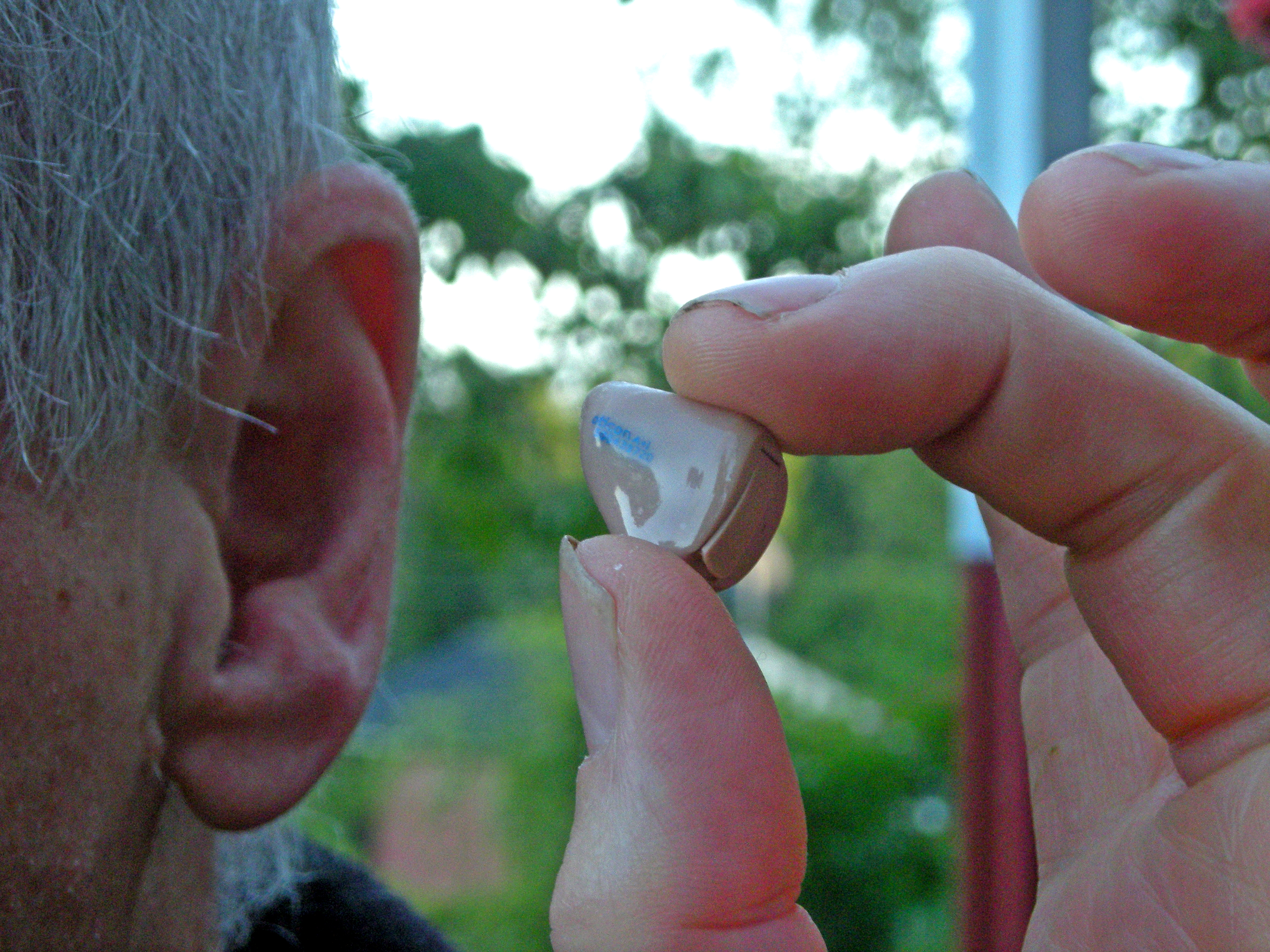
Un apparecchio acustico endoauricolare

## Storia
Il primo apparecchio acustico fu creato nel XVII secolo. Il passaggio agli apparecchi acustici moderni iniziò con la creazione del telefono e il primo apparecchio acustico elettrico fu creato nel 1898. Verso la fine del XX secolo fu distribuito commercialmente al pubblico l'apparecchio acustico digitale. Alcuni dei primi apparecchi acustici erano apparecchi esterni. Gli apparecchi acustici esterni dirigevano i suoni davanti all'orecchio e bloccavano tutti gli altri rumori. L'apparecchio si sarebbe dovuto inserire dietro l'orecchio o al suo interno.
L'invenzione del microfono a carbone, dei trasmettitori, del chip di elaborazione del segnale digitale o DSP e lo sviluppo della tecnologia dei computer hanno contribuito a trasformare l'apparecchio acustico nella sua forma attuale.

## Componenti
Gli elementi che li costituiscono sono:
- un microfono
- un amplificatore
- bobina telefonica
- circuiti accessori

Il microfono è un trasduttore meccano-elettrico in quanto raccoglie i segnali acustici e li trasforma in segnali elettrici. Esistono varie tipologie di microfono come il microfono electrect che permette di migliorare la qualità di riproduzione del suono, il microfono ad alta fedeltà che invece è incentrato prevalentemente sulla banda di frequenze compresa tra i 100 Hz e gli 8 kHz o il microfono omnidirezionale/direzionale.
La bobina riceve il segnale elettrico e lo trasforma in segnale sonoro. È costituita da una bobina, da un magnete e da una membrana sottile che vibra in presenza del segnale elettrico generando un segnale sonoro udibile.
L'amplificatore aumenta l'intensità del segnale ricevuto dal microfono.
Per quanto riguarda i circuiti accessori, possiamo avere la presenza di filtri come il passa basso od il passa alto che vengono posizionati tra il microfono e l'amplificatore. Possono essere presenti degli strumenti che migliorano il rapporto segnale rumore o dei compressori della dinamica che permettono di controllare il guadagno (differenza del livello sonoro tra il segnale di ingresso e quello in uscita dall'amplificatore), riducendolo in presenza di livelli sonori elevati. Tra i tanti, esiste il Peak Clipping che è un sistema di compressione immediato atto a tagliare il segnale elettrico senza comprimerlo.

### Apparecchi a scatola
Sono i primi apparecchi acustici con componenti elettroniche ancora analogiche. Costruiti a partire dagli anni sessanta, erano contenuti in una scatola con lati di circa cm 10-15 che conteneva il microfono, l'amplificatore, le batterie e il comando del volume. Un filo portava il segnale elettrico ad una capsula magnetica collocata dentro l'orecchio. Questa capsula, analoga a quella degli auricolari, convertiva il segnale da elettrico in acustico.
Lo svantaggio principale di questi apparecchi, in paragone con quelli successivi, era costituito dalle dimensioni che li rendevano scomodi e molto visibili, pertanto potevano generare problemi psicologici agli utilizzatori.
Se ne vede un primo esempio di fabbricazione americana nel noto film A qualcuno piace caldo, girato nel 1958 da Billy Wilder.

### Apparecchi retroauricolari
Si tratta di apparecchi costituiti anch'essi da due parti, ma di dimensioni notevolmente più contenute. La prima parte è posta dietro il padiglione auricolare e da ciò deriva il nome. Vi sono contenute tutte le componenti elettroniche: microfono, amplificatore e batterie. La miniaturizzazione permette a questa parte di avere dimensioni tanto ridotte da poter essere agganciata all'orecchio e in gran parte coperta da esso. La mimetizzazione è favorita dal colore roseo della scatola, detta “banana” per la sua forma. Un tubicino conduce il segnale dalla “banana” alla “chiocciola”, posta nel condotto uditivo alla cui forma viene adattata su misura; la “chiocciola” trasmette il suono all'interno stesso del canale uditivo. Gli apparecchi retroauricolari furono fabbricati dalla metà degli anni settanta e attualmente sono sul mercato. I primi modelli possedevano un'elettronica esclusivamente analogica, i più recenti erano dotati di elettronica digitale che permetteva controlli maggiori per modellare la curva di risposta in modo da adattarli più finemente al portatore. Spesso, soprattutto i modelli più recenti, erano dotati di filtri che “tagliavano” i suoni acuti o i bassi, a seconda delle esigenze del paziente. Anche le dimensioni sono cambiate con il tempo, diventando sempre minori e perciò rendendo gli apparecchi meno visibili.

### Apparecchi endoauricolari
Il termine endoauricolare indica chiaramente che si tratta di apparecchi del tutto interni all'orecchio e pertanto ancor meno visibili dei precedenti, grazie al progresso della miniaturizzazione. Si tratta di modelli costruiti alla fine degli anni ottanta, ma già nel 1975
pubblicità sul gazzettino in data 7 gennaio
Drago Dino (FIAE) li costruiva nel suo laboratorio in Via S.Clemente (PD) con il nome di PTO (Personal Timpano Oro), sebbene in verità fossero in argento e oro elettrolitico. In base all'impronta presa al paziente venivano fatti su misura. Anch'essi furono inizialmente dotati di elettronica analogica e in seguito digitale. Il vantaggio di questi apparecchi, oltre al minor impatto visivo, è costituito dall'avere il microfono interno al padiglione auricolare, quindi in una posizione meno sensibile al vento e ai fruscii esterni rispetto ai modelli retroauricolari. Inoltre la posizione più naturale favorisce la corretta comprensione della provenienza del suono. Tra gli inconvenienti maggiori c'è l'inserimento all'interno del canale uditivo di un apparecchio che ha comunque un certo ingombro.

### Open Ear
Sono nati per superare alcune controindicazioni degli apparecchi endoauricolari. Si tratta di apparecchi posti nella collocazione di un tradizionale retroauricolare, ma estremamente miniaturizzati e con un piccolo tubicino che porta il suono nel condotto uditivo.
Lo scopo di tale versione è quella di lasciare il condotto uditivo aperto, infatti al suo interno viene collocata solo la parte terminale del tubicino sottile o del filo conduttore del ricevitore (altoparlante), supportato da un sostegno forato di forma lenticolare in materiale siliconico. La scelta di tale sistema viene imposta nella correzione delle perdite uditive con deficit prevalente sulle frequenze medie e acute (1000–6000 Hz) e conservazione delle frequenze gravi (125–1000 Hz).
Tale sistema infatti consente di evitare l'amplificazione delle frequenze gravi ancora ben conservate e non creare senso di occlusione del condotto uditivo. Il risultato di questa versione di apparecchio è quella di creare un mix derivante dalla parte di suono elaborata dal processore del computer acustico e da quella che entra nel condotto in modo naturale attraversando il disco siliconico forato e raggiungendo in contemporanea la membrana timpanica.
Questo tipo di apparecchiatura ha dovuto attendere le ultime tecnologie di trattamento del suono per poter essere utilizzata senza "effetti collaterali". Esistevano infatti diverse problematiche relative alla velocità di elaborazione del suono che non giungeva contemporaneamente al timpano rispetto all'ingresso naturale creando una sorta di eco, e l'annoso problema dell'effetto Larsen, il "feedback" dalla parte di segnale che fuoriusciva dal condotto aperto e rientrava nei microfoni facendo fischiare l'apparecchio.
La velocità dei processori attualmente impiegati unita a software evoluti ha eliminato completamente sia i ritardi sia gli effetti eco e ha diminuito notevolmente l'effetto di feedback acustico.